# Элина, словно меня и не было
Элина — словно меня и не было (швед. Elina – som om jag inte fanns) — шведско-финский фильм Клауса Хярё. Фильм основан на романе «Словно меня и не было» шведской писательницы Черстин Юханссон из Бакке.

## Сюжет
Действие происходит в 1952 году. Девятилетняя Элина живёт со своими младшими братьями, сёстрами и матерью в Турнедалене на севере Швеции, недалеко от границы с Финляндией. Её отец, которого она очень любила, умер от туберкулеза несколько лет назад. Элина находит утешение в скитаниях на опасных болотах и ведёт беседы со своим покойным отцом. Элина также болела туберкулезом, но выздоровела. В связи с долгой болезнью Элина вынуждена остаться в школе на второй год и ходить в один класс со своей младшей сестрой Ирмой, где уроки ведёт строгая учительница Тура Хольм. Тура Хольм запрещает говорить в школе на финском языке и наказывает детей за это, полагая, что только те, кто говорит на шведском, может преуспеть в жизни. Семья Элины принадлежит к финноговорящему меньшинству, что вызывает неодобрение у учительницы, которая начинает травить Элину за высказывания на финском в классе. Мать Элины, сестра и новый молодой учитель становятся посредниками между Элиной и фрёкен Хольм, пытаясь разрешить этот конфликт.

## В ролях
- Натали Минневик — Элина
- Биби Андерссон — Тура Хольм
- Марьяана Майяала — Марта
- Хенрик Рафаельсен — Эйнар Бьёрк
- Тинд Сунебю — Ирма
- Бьёрн Гранат — врач
- Ярл Линдблад — Вейкко Ниеми
- Сара Арния — Сара
- Петер Рогерс — Антон
- Каролина Берггрен — Анна
- Аманда Андерссон — Кертту
- Сорро Свердендаль — Исак